# Santé en Tunisie
Les indicateurs de santé de la Tunisie se situent parmi les meilleurs en Afrique, avec une espérance de vie à la naissance d'environ 74 ans en moyenne. L'économie diversifiée et le niveau de vie a produit un système de santé crédible, mais qui a besoin d'une amélioration sérieuse quant à la qualité et l'équité des soins. Il existe en effet un déséquilibre régional manifesté par une espérance de vie plus élevée dans les régions côtières que dans les régions de l'ouest et du sud.

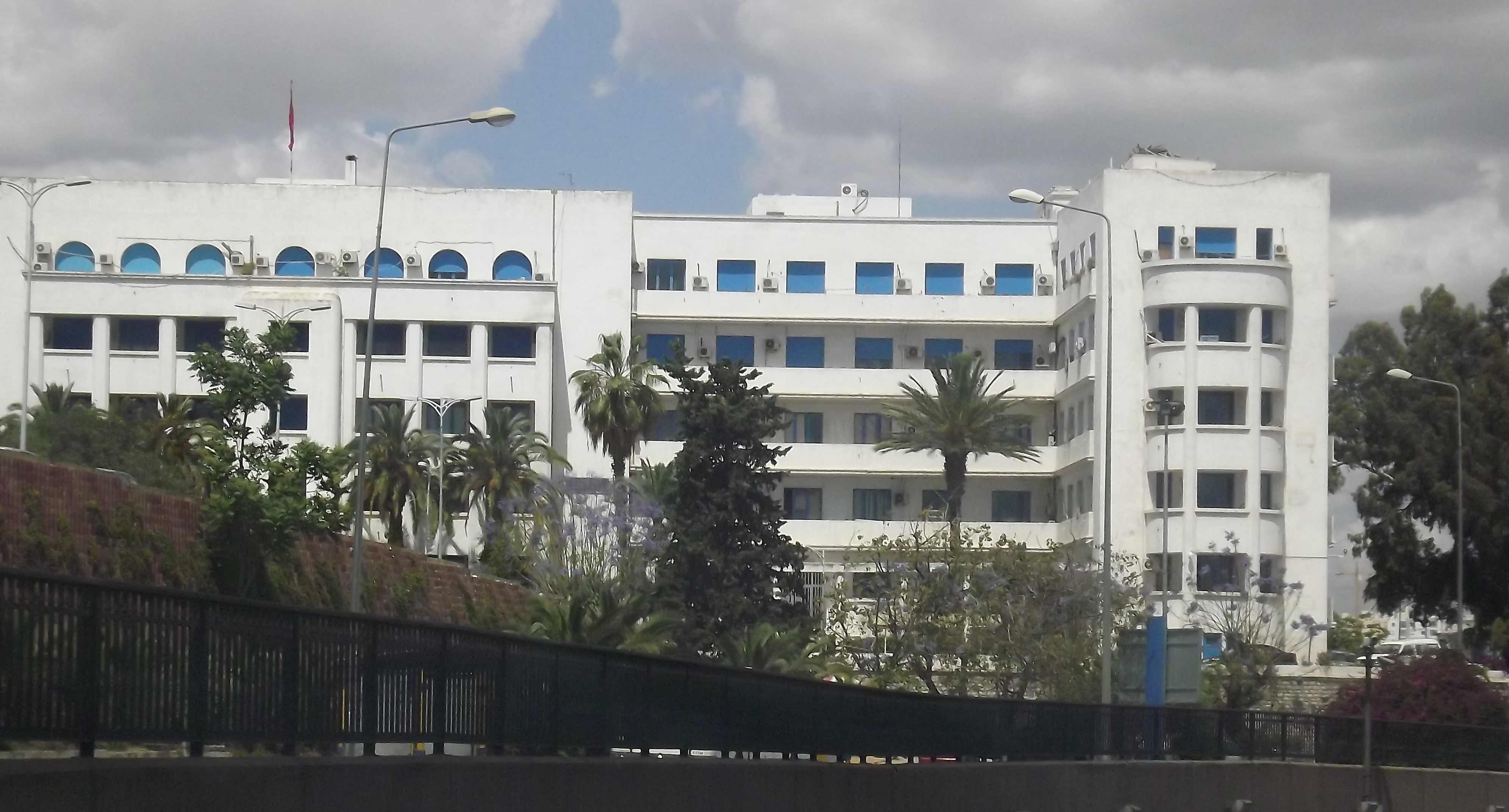
Siège du ministère de la Santé.

Le système de santé est géré par le ministère de la Santé basé à Tunis. Dans le secteur public, les Tunisiens ont un accès quasi-universel aux soins de santé de base, bien que l'accès aux soins spécialisés dans les zones rurales soit plus limité. La plupart des meilleurs spécialistes du secteur public travaillent dans les centres hospitaliers universitaires associés aux universités du pays situées dans les grandes villes. Le système public de santé est financé par la trésorerie de la République tunisienne et disponible pour tous les Tunisiens.

## Historique
Avant le protectorat français, la Tunisie ne compte que deux établissements sanitaires : l'hôpital Sadiki et l'hôpital civil français.
En 1881, après l'instauration du protectorat, il n'y a  que quatre établissements de soins : l'hôpital militaire du Belvédère, l'hôpital civil français, l'hôpital colonial italien et l'hôpital israélite.
Dès 1930, après la fondation de la direction de l'assistance et de la santé publique, les structures de soins augmentent en nombre et se dotent de services médicaux différents.
Dès 1950, les structures administratives de santé évoluent afin de mieux gérer les besoins sanitaires de l'époque, comme la lutte contre les épidémies, principalement le paludisme, la variole et la tuberculose.

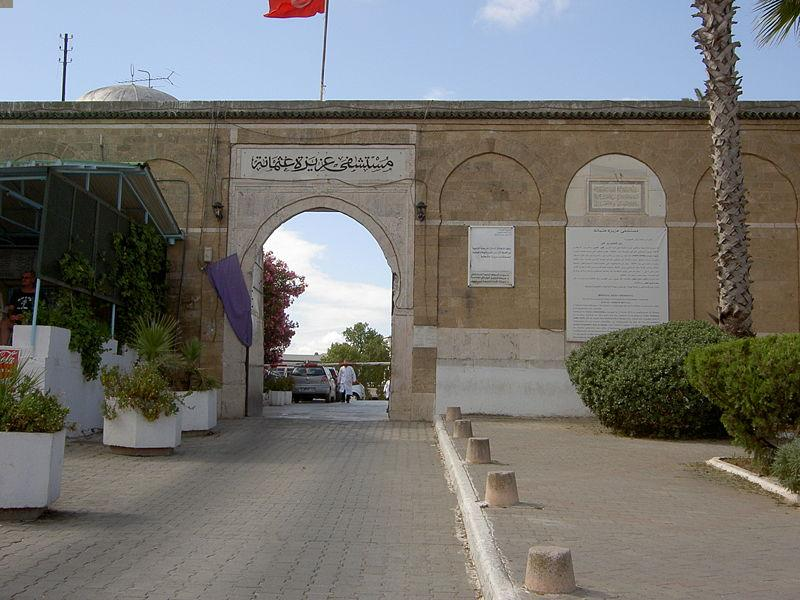
Entrée de l'hôpital Aziza Othmana, anciennement l'hôpital Sadiki.
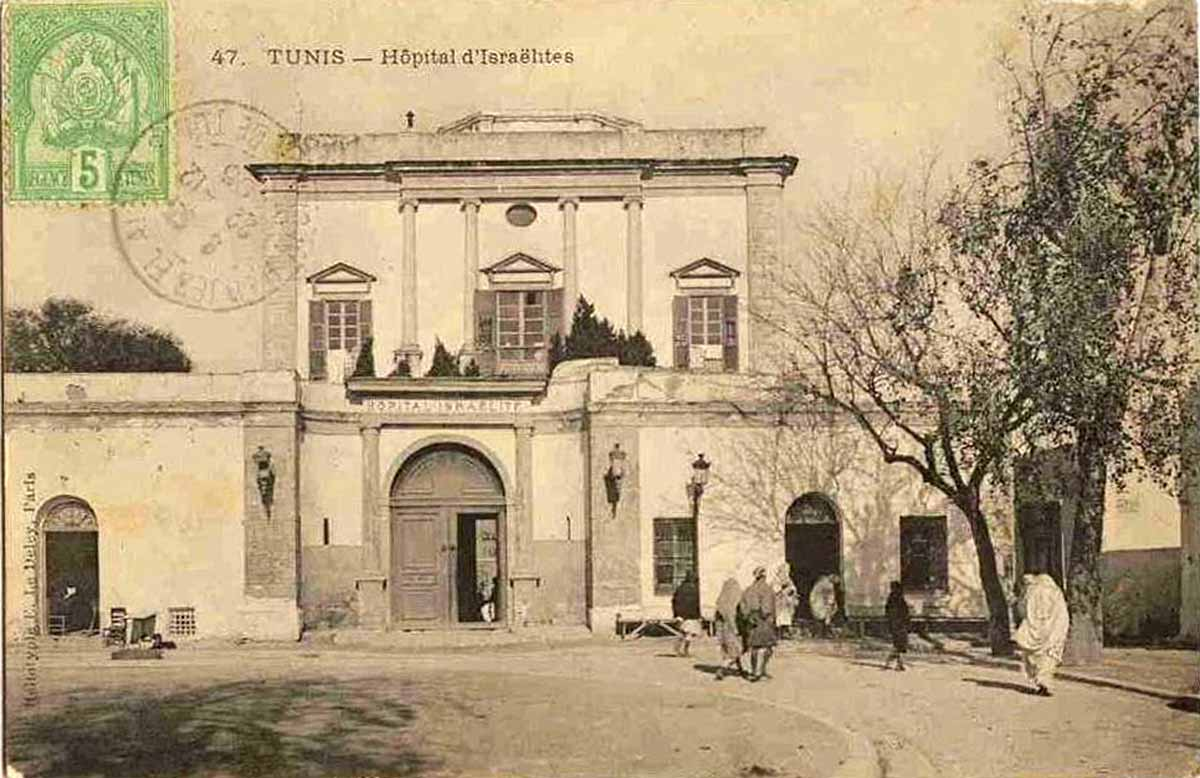
Hôpital israélite de Tunis en 1890.
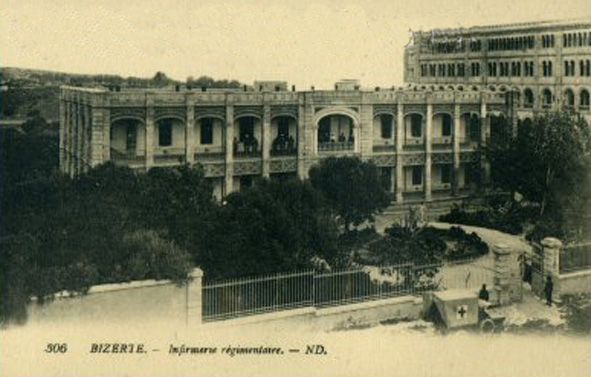
Infirmerie régimentaire à Bizerte au début des années 1900.
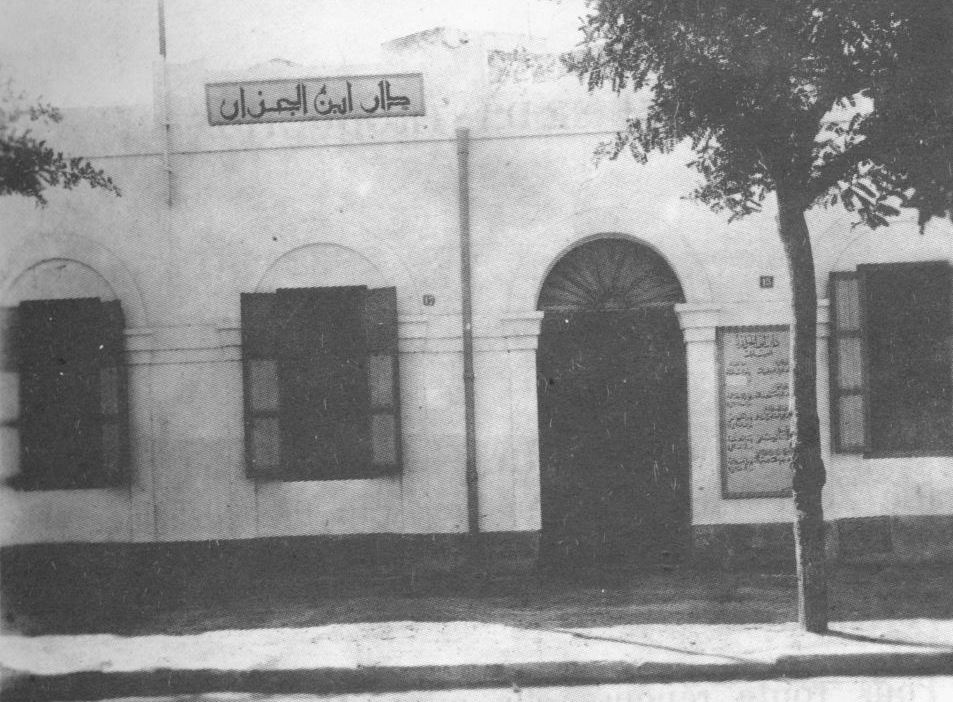
Dispensaire Ibn Jazar à Tunis en 1935.
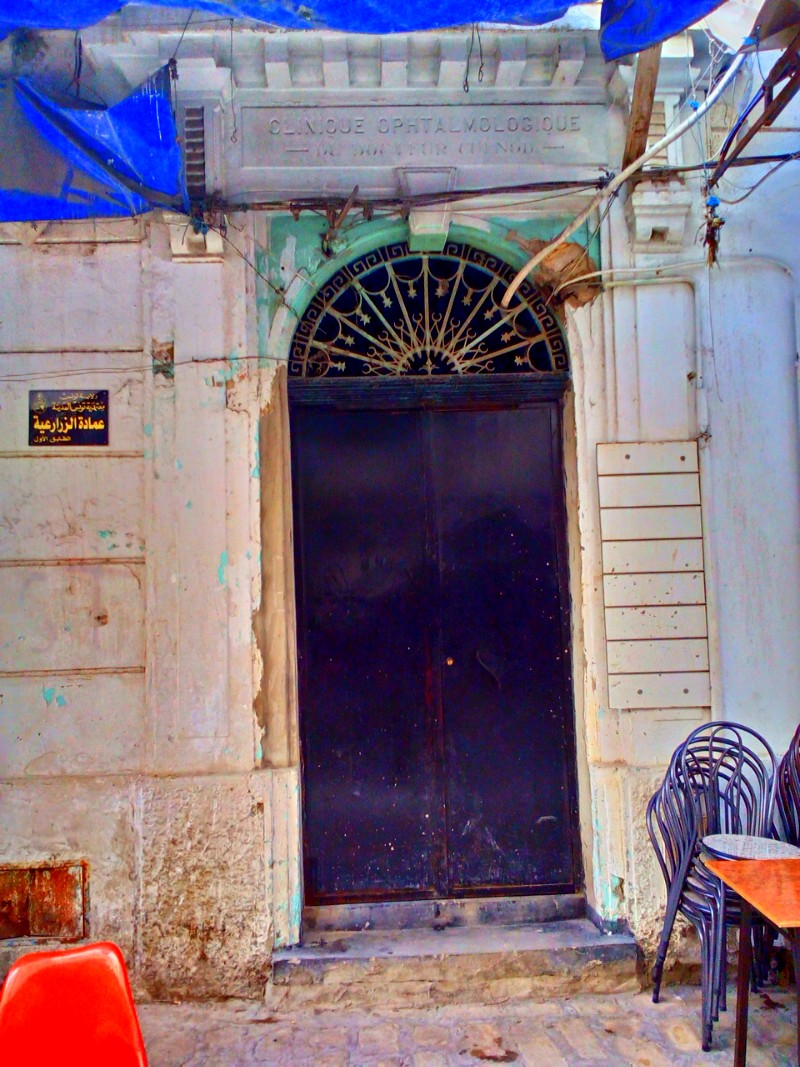
Ancienne clinique ophtalmologique.

## Indicateurs de santé

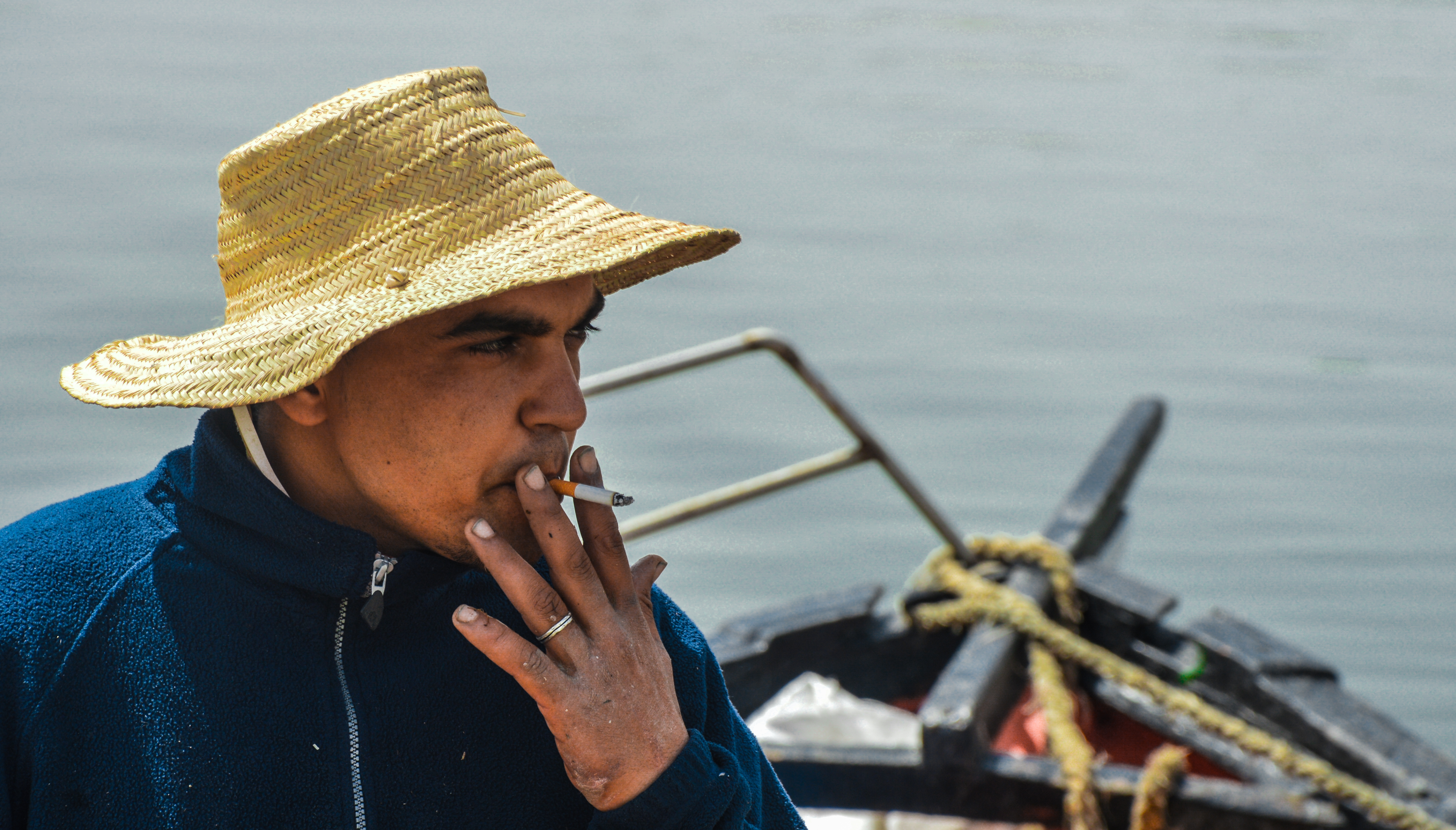
Pêcheur fumant une cigarette à Ghar El Melh.

Évolution de l'espérance de vie entre 1950 et 2020.

Évolution du nombre de décès d'enfants de moins de cinq ans entre 1960 et 2010.

Le taux de mortalité de la Tunisie connaît une très lente progression sous l'effet de la baisse de la fertilité et du vieillissement de la population. Tandis que les maladies transmissibles ont connu une baisse d'incidence, les maladies non transmissibles associées à un mode de vie malsain sont devenues le principal facteur des chiffres de la mortalité.
Les maladies cardiovasculaires, respiratoires, celles liées à la nutrition, le diabète et les divers cancers sont maintenant la principale cause de décès dans le pays, d'où l'introduction d'un certain nombre de mesures de santé préventives et de programmes d'éducation afin de promouvoir une longue vie, comme le sevrage tabagique et les conseils sur l'alimentation.
Les indicateurs de santé maternelle et infantile se sont considérablement améliorés après l'indépendance. Le pays se classe parmi les premiers en Afrique dans ce domaine, avec une baisse marquée de la mortalité infantile. Cependant, le chômage élevé des jeunes accroît les comportements à risque. Le tabagisme et la promiscuité sexuelle non protégée sont ainsi des problèmes de santé majeurs chez les moins de 35 ans.

## Système de santé
Le système de santé, l'organisation que les services du pays accorde aux soins, à leur dispensation et leur prise en charge socio-économique, est composé principalement de deux éléments :
- les soins de santé, comprenant les soins de ville et les établissements hospitaliers délivrés par des professionnels de la santé avec :
  - une composante publique : hôpitaux universitaires, hôpitaux régionaux et hôpitaux de circonscription facilitant l'accès aux soins nécessaires et assurant la prévention, l'éducation, les traitements, et jouant un grand rôle dans le dépistage et la recherche ;
  - une composante parapublique ;
  - une composante privée : médecine libérale, cliniques privées et libres praticiens[4] ;
- la Caisse nationale d'assurance-maladie.

Au total, la Tunisie comporte environ 2 000 centres de soins de santé de base, 180 hôpitaux, ainsi que plus d'une centaine d'établissements de soins de santé privés tels que des cliniques. En général, les services d'urgence dans les hôpitaux et les cliniques sont disponibles 24 heures sur 24 et 7 jours sur 7, fournissant des soins de santé aux patients.
Le système général des soins de santé est divisé entre les hôpitaux et les cliniques publics (financés par le gouvernement) et les hôpitaux et cliniques gérés et financés par le secteur privé (à but lucratif ou non). Le système de santé dispose d'une infrastructure gouvernementale : les établissements de santé publics et privés sont en étroitement surveillés par le ministère de la Santé qui est le principal prestataire de santé dans le secteur public comprenant les établissements de soins primaires (27 % des dépenses du ministère), de soins secondaires (25 %) et tertiaires, et ceux composés d'universitaires et de spécialistes (50 %).

### Système de santé public

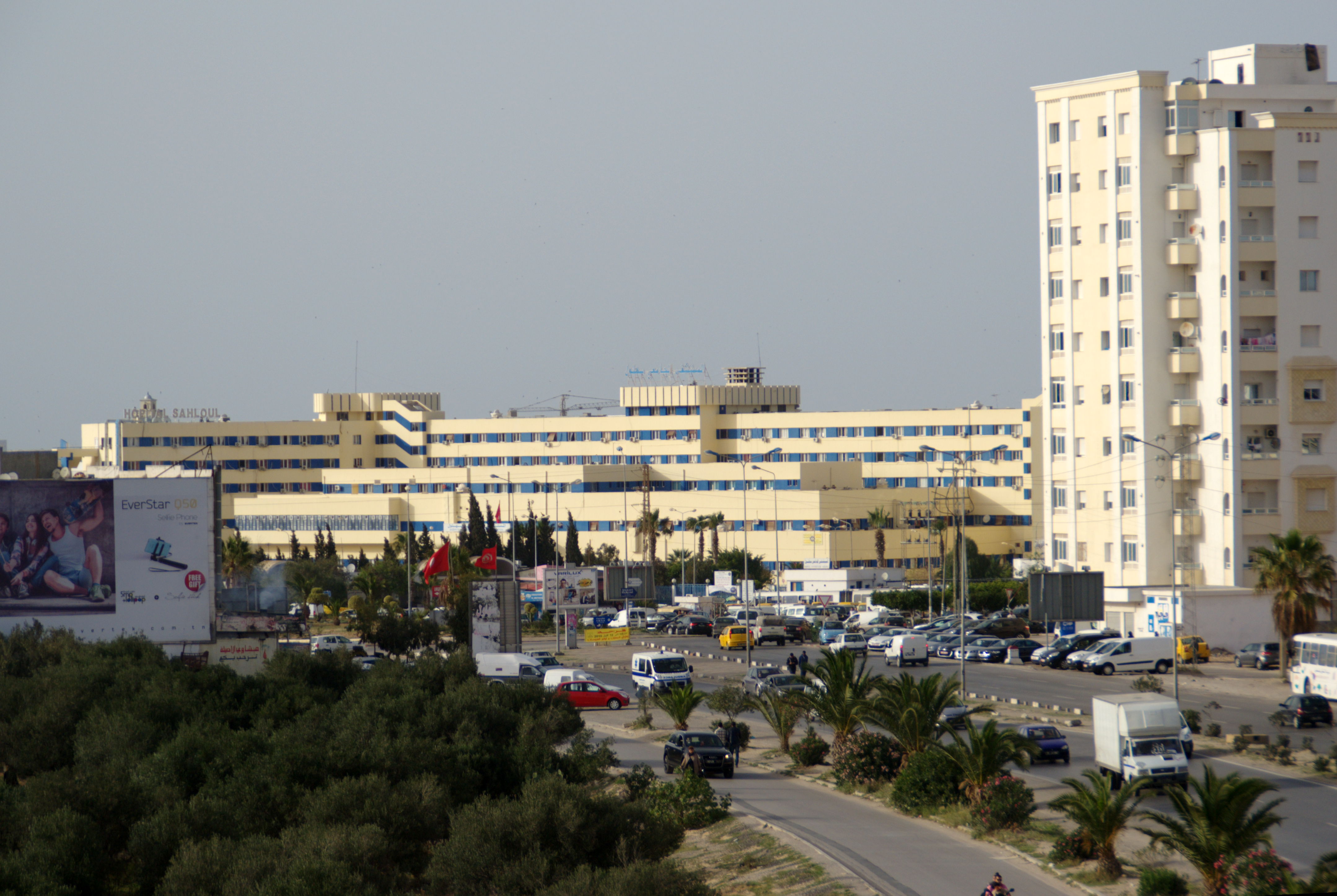
CHU Sahloul de Sousse.

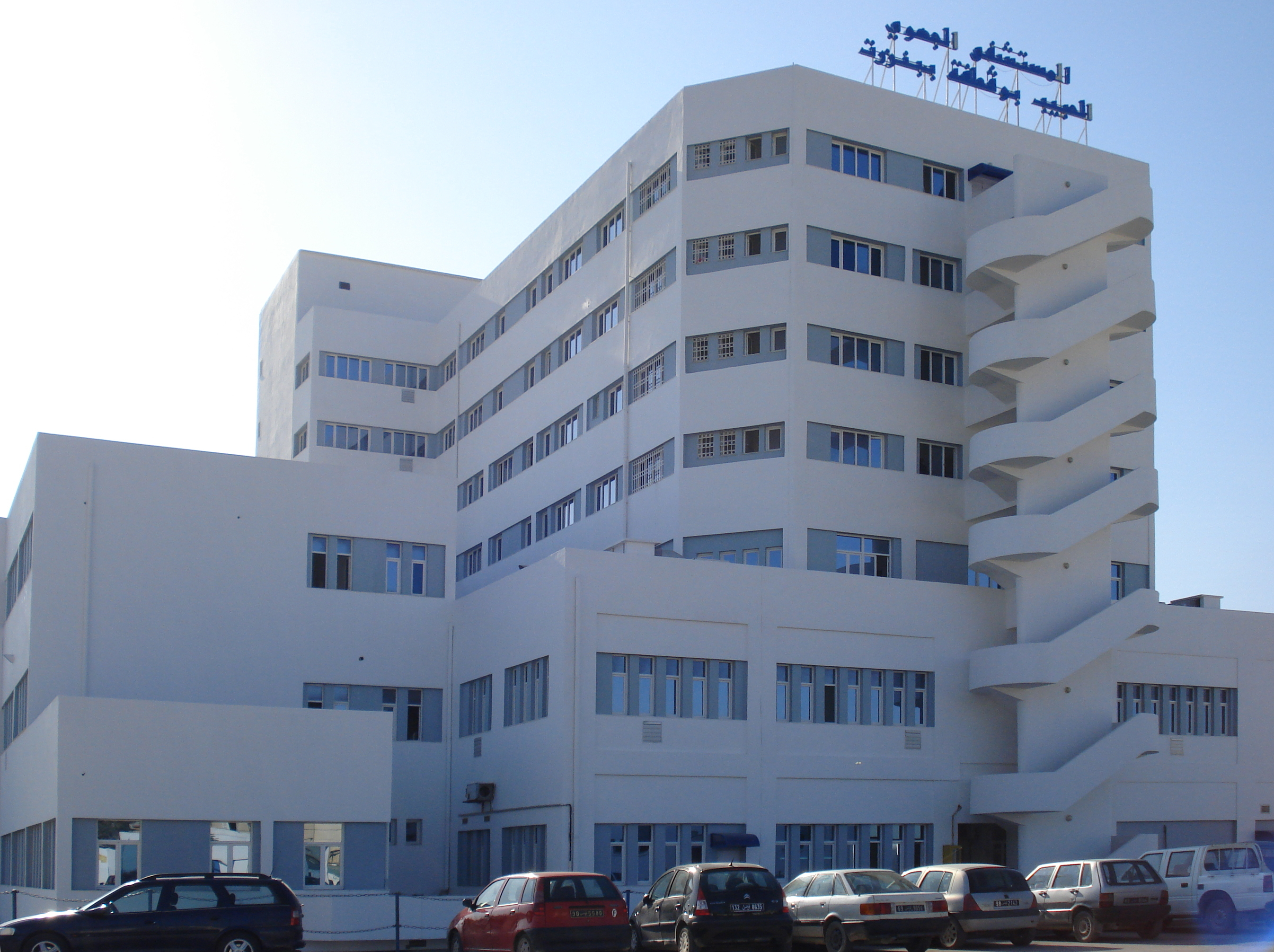
Hôpital régional de Bizerte.

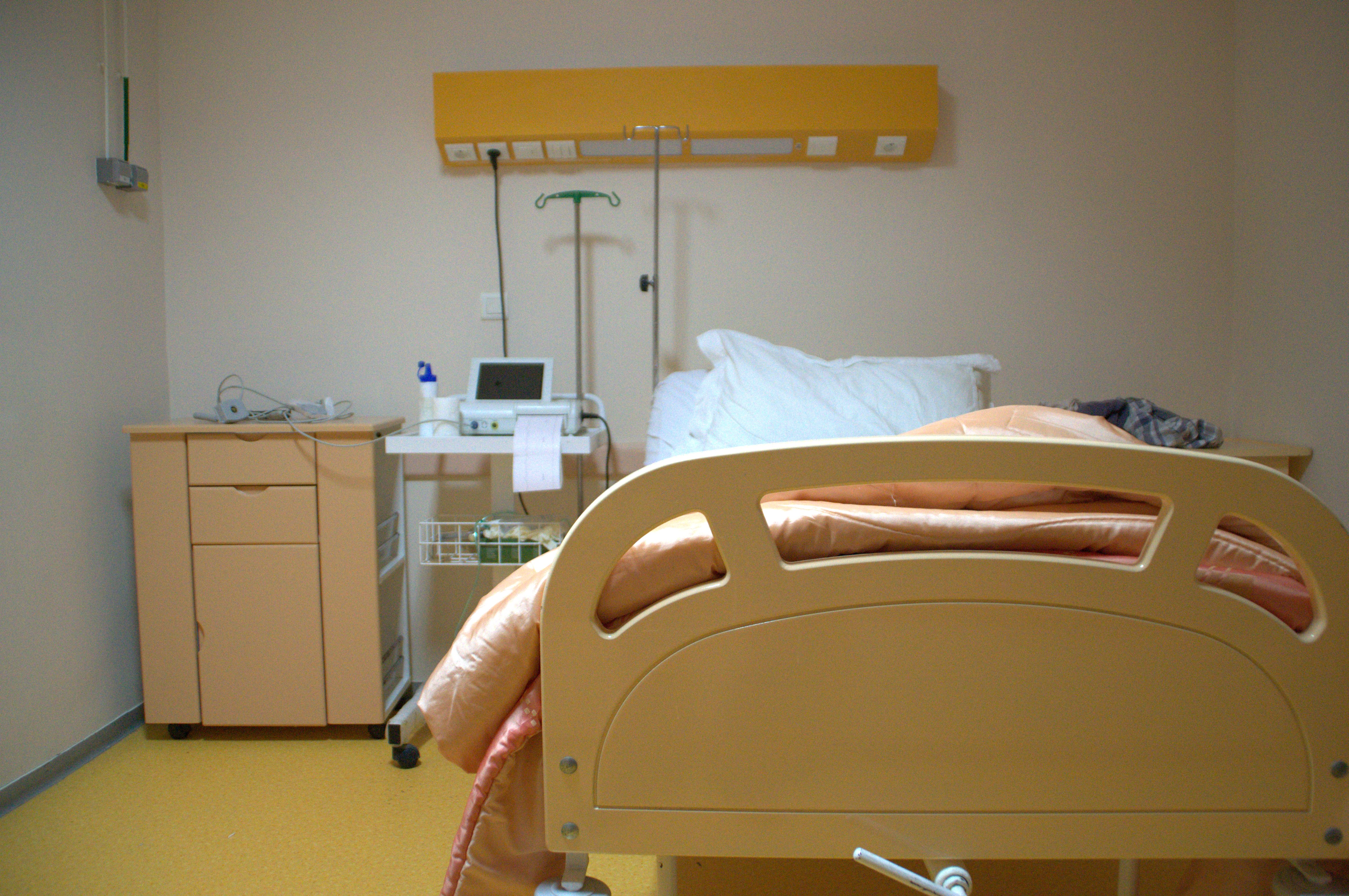
Chambre clinique privée en Tunisie.

- Premier niveau de soin : les centres de santé de base et les hôpitaux de circonscription ;
- Deuxième niveau de soin : les hôpitaux régionaux ;
- Troisième niveau de soin : les hôpitaux et les cliniques universitaires (CHU)[4],[6] :
  - Hôpital Farhat-Hached de Sousse ;
  - Hôpital Sahloul de Sousse ;
  - Hôpital La Rabta de Tunis ;
  - Hôpital Habib-Bourguiba de Sfax ;
  - Hôpital Hédi-Chaker de Sfax ;
  - Hôpital Fattouma-Bourguiba de Monastir ;
  - Hôpital Tahar-Sfar de Mahdia ;
  - Clinique hospitalo-universitaire d'odontologie de Monastir ;
  - Hôpital Charles-Nicolle ;
  - Hôpital Mongi-Slim de La Marsa ;
  - Hôpital militaire de Tunis ;
  - Hôpital Taher-Maamouri de Nabeul ;
  - Hôpital de Bizerte[7] ;
  - Hôpital Aziza Othmana.

### Système de santé privé
Le système de santé privé est largement développé au niveau de l'infrastructure, de la capacité d'accueil et du personnel de santé. Le secteur propose des interventions de chirurgie esthétique et des prestations de thermalisme et de thalassothérapie visant à attirer les étrangers car elles sont plus coûteuses.
De même, les dentistes et les opticiens y sont plus facilement disponibles et offrent de meilleures services.
Certains traitements sont pris en charge par la Caisse nationale d'assurance-maladie.

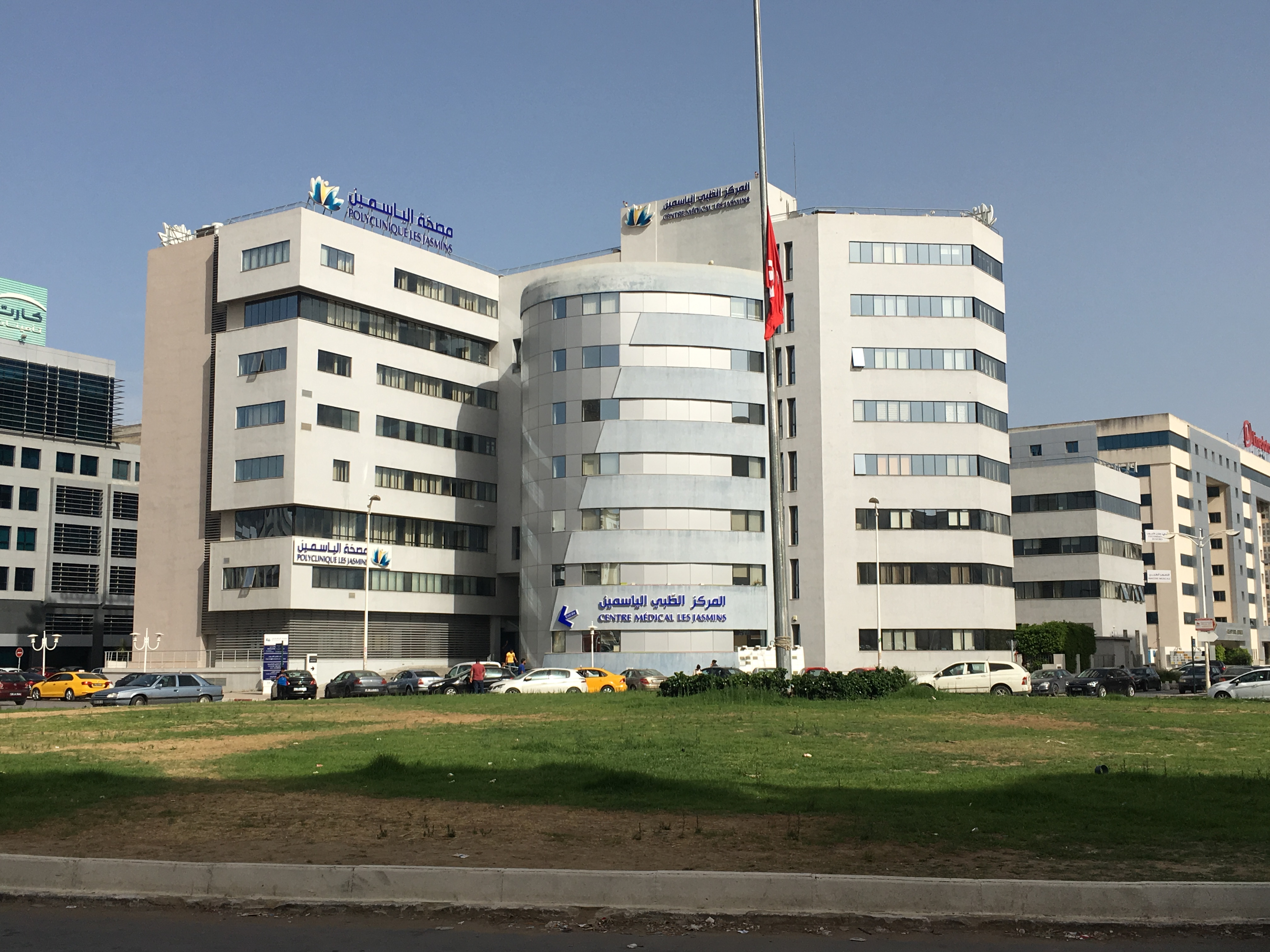
Clinique privée dans le Centre urbain nord à Tunis.
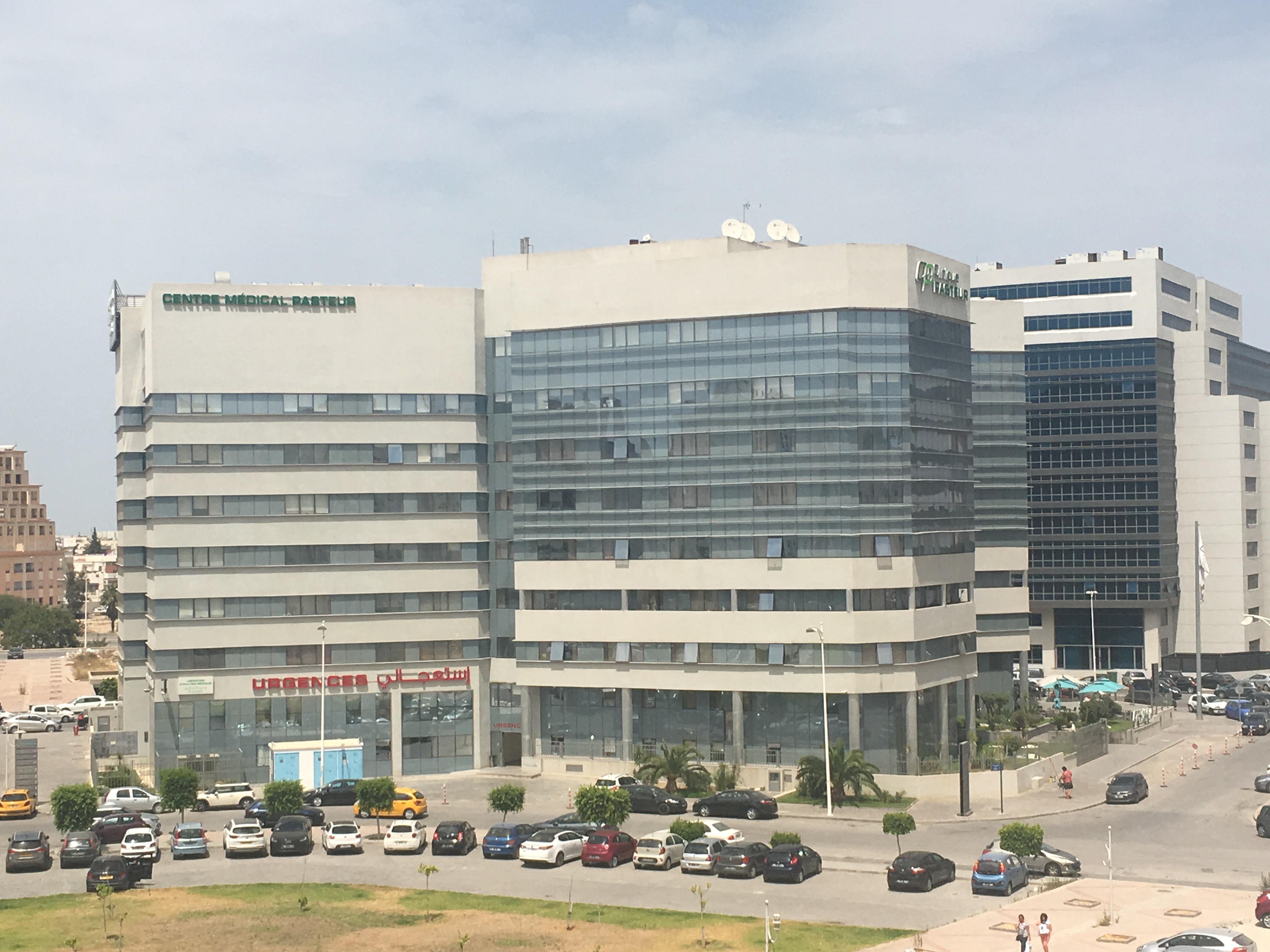
Clinique privée dans le Centre urbain nord à Tunis.

### Assurance maladie
L'assurance maladie en Tunisie est assurée principalement par la Caisse nationale d'assurance-maladie. Le régime de couverture sociale est obligatoire et concerne toute la population mais diffère selon la catégorie socio-professionnelle.

### Médicaments
Le secteur pharmaceutique est réglementé et supervisé par le ministère de la Santé et engage l'intervention d'acteurs publics comme :
- l'Agence nationale de contrôle sanitaire et environnemental ;
- l'Institut Pasteur de Tunis ;
- le Centre national de pharmacovigilance ;
- le Laboratoire national de contrôle des médicaments ;
- la Direction de l'inspection pharmaceutique ;
- la Direction de la pharmacie et du médicament ;
- la Pharmacie centrale de Tunisie.

La distribution est assurée par la Pharmacie centrale de Tunisie et par un réseau de grossistes privés couvrant toutes les régions du pays.

## Formation de professionnels de santé
Le parcours médical et paramédical universitaire est l'une des filières les plus demandées lors de l'orientation universitaire. D'une façon générale, les bacheliers acceptés dans une faculté de médecine tunisienne sont classés parmi les 1 000 premiers à l'échelle nationale.
La formation dans le secteur de santé est assuré par trente dispositifs publics, :
- Quatre facultés de médecine :
  - Faculté de médecine de Monastir ;
  - Faculté de médecine de Sfax ;
  - Faculté de médecine de Sousse ;
  - Faculté de médecine de Tunis.
- Une faculté de médecine dentaire :
  - Faculté de médecine dentaire de Monastir.
- Une faculté de pharmacie :
  - Faculté de pharmacie de Monastir.
- Dix écoles et instituts supérieures des sciences infirmières et techniques de la santé et des technologies médicales :
  - École supérieure des sciences et techniques de la santé de Monastir ;
  - École supérieure des sciences et techniques de la santé de Sfax ;
  - École supérieure des sciences et techniques de la santé de Sousse ;
  - École supérieure des sciences et techniques de la santé de Tunis ;
  - Institut supérieur des sciences infirmières de Gabès ;
  - Institut supérieur des sciences infirmières du Kef ;
  - Institut supérieur des sciences infirmières de Sfax ;
  - Institut supérieur des sciences infirmières de Sousse ;
  - Institut supérieur des sciences infirmières de Tunis ;
  - Institut supérieur des technologies médicales de Tunis ;
- 19 écoles professionnelles de la santé publique réservées à la formation du personnel infirmier[10].

En 2012, le nombre de techniciens supérieurs paramédicaux diplômés est de 2 713 alors que le nombre de diplômés des professions médicales est de 1 502.
En plus de ce dispositif public, on assiste depuis le milieu des années 2000 à la multiplication des structures privées de formation dont le nombre atteint la centaine et qui forment uniquement des paramédicaux.

## Politique de santé
Le système de santé est devenu l'un des plus développés en Afrique, avec des normes médicales équivalentes à celles de l'Europe. Après l'introduction d'un fonds d'assurance maladie (sécurité sociale) au cours des années 1950, de nombreuses améliorations sont apportées à la santé de la population. Le total des dépenses de santé par habitant est passé de 72 dollars en 1990 à 355 dollars en 2006. Les dépenses publiques de santé sont maintenues à 5 % du PIB à partir de 2006.
L'espérance de vie totale de la population a continuellement augmenté, passant de 47,1 ans au cours des années 1960 à 75,78 ans en 2008, ce qui place la Tunisie au 72e rang mondial. Dans le même temps, de nombreuses maladies transmissibles, telles que le paludisme, la schistosomiase et le choléra, ont été éradiquées.
Néanmoins, il existe encore de nombreux problèmes de santé dans le pays. La Tunisie a actuellement un excédent des professionnels de santé, un problème s'ajoutant aux nombreux embarras du secteur qui connaît une crise à cause de la propagation de la corruption dans les hôpitaux et de la détérioration de l'infrastructure et des prestations sanitaires, d'où la nécessité d'une réforme basée sur la révision des méthodes de gestion des hôpitaux, la modernisation des prestations sanitaires, la réhabilitation de la médecine de première ligne, le renforcement de la prévention et la résolution du problème de la pénurie des médicaments.
La Tunisie est confrontée à un exode de ses médecins diplômés vers l'Europe, et notamment la France,.
Le plan 2016-2020 du ministère de la Santé, élaboré en concordance avec les recommandations de la conférence nationale sur la santé, est constitué de cinq points : 
- Prioriser la prévention et agir sur les déterminants ;
- Mettre en place un service territorial de santé à travers des pôles de santé structurés autour d'un projet sanitaire cohérent ;
- Faire le pari de l'innovation ;
- Mettre en place une nouvelle gouvernance pour une politique de santé plus performante ;
- Renforcer le secteur public.